# Phapitreron
Genre
Phapitreron est un genre comprenant quatre espèces de phapitrérons, oiseaux de la famille des Columbidae. Elles sont endémiques des Philippines.

## Liste des espèces
D'après la classification de référence (version 5.1, 2015) du Congrès ornithologique international (ordre phylogénique) :
- Phapitreron leucotis – Phapitréron à oreillons blancs
- Phapitreron amethystinus – Phapitréron améthyste
- Phapitreron cinereiceps – Phapitréron de Tawi-Tawi
- Phapitreron brunneiceps – Phapitréron à oreillons bruns